# St. Ludwig (Speyer)
St. Ludwig ist ein Kirchengebäude in Speyer, das Anfang Februar 2016 durch ein Dekret des Speyerer Bischofs Karl-Heinz Wiesemann profaniert wurde. Zuletzt diente es dem katholischen Bistum Speyer als Hauskirche des Tagungszentrums Bistumshaus St. Ludwig bis zu dessen Aufgabe. Der heutige Bau stammt aus der Zeit des Wiederaufbaus der Stadt 1698 nach der großen Stadtzerstörung von 1689. Das Gebäude ist der Wiederaufbau des Chors der damals zerstörten gotischen Dominikanerkirche.

## Geschichte

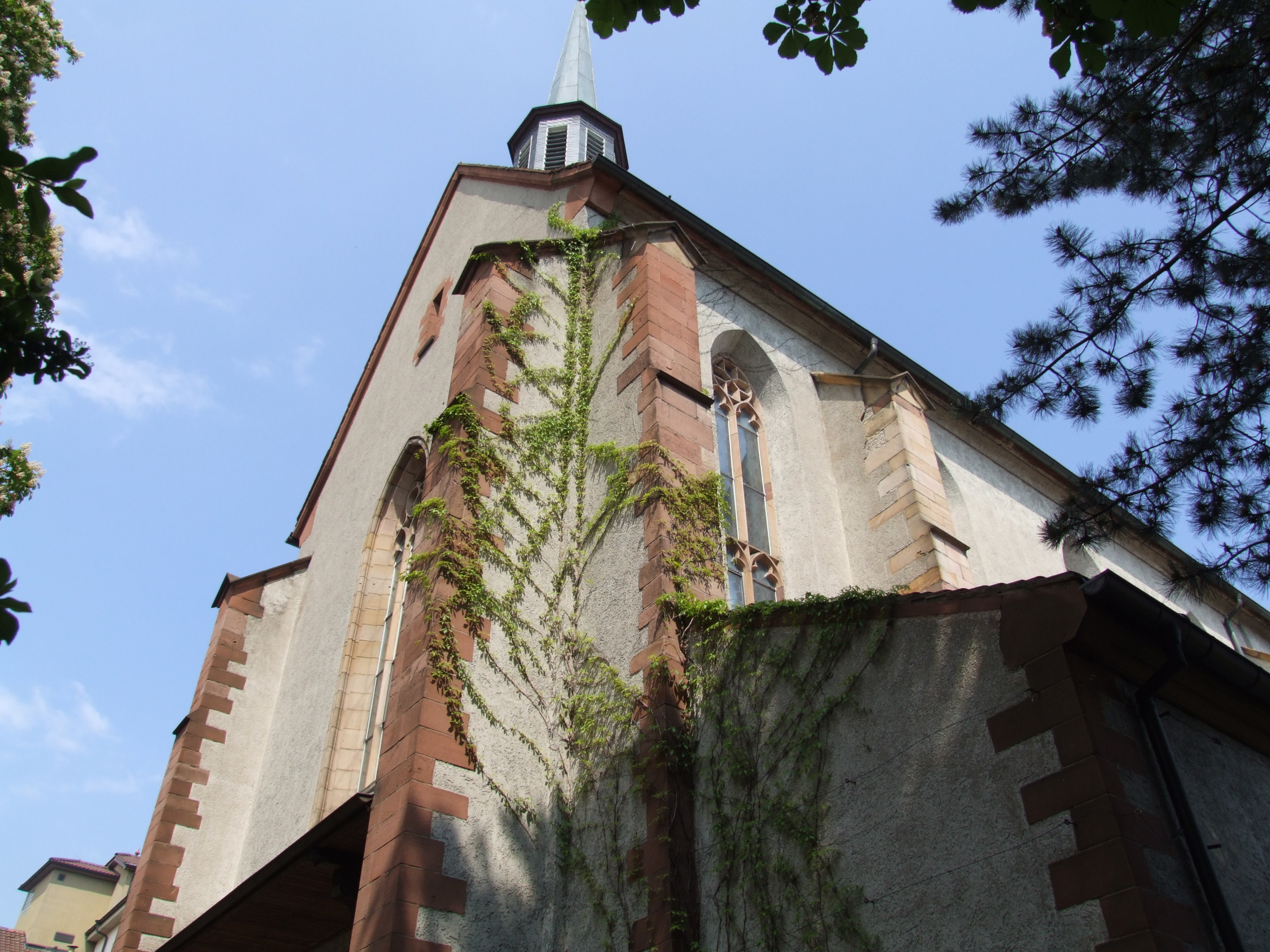
Westfassade mit Kletterpflanze

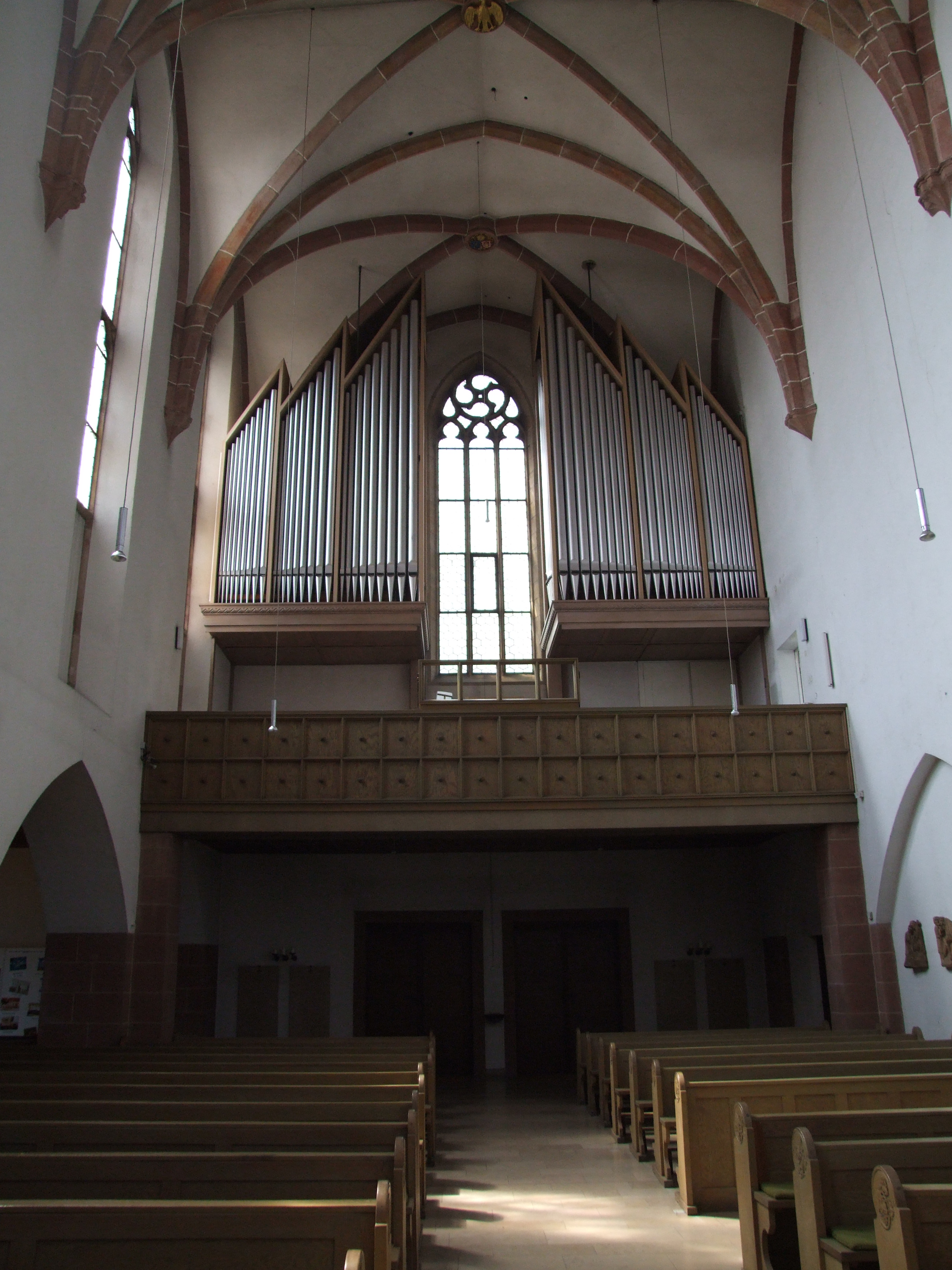
Blick auf die Orgel, 2011

### Dominikanerkloster
Im Jahr 1262 kamen die ersten Dominikaner nach Speyer. 1264 begannen sie mit dem Bau einer großen Kirche, die am 31. März 1308 von Bischof Johann von Straßburg in Anwesenheit von König Albrecht von Österreich geweiht wurde. Vor dem Hochaltar wurde 1336 der Speyerer Bischof Walram von Veldenz beigesetzt.
Nach der großen Stadtzerstörung von 1689 im Pfälzischen Erbfolgekrieg auf Befehl Ludwigs XIV. wurde das Langhaus aufgegeben und der Chor in der heutigen Form erneuert.

### Revolution und Restauration
1794 wurde die Kirche durch französische Revolutionstruppen beschädigt. 1802 hob die französische Verwaltung den Dominikanerkonvent auf. Die Gebäude wurden versteigert, die Kirche diente zeitweise als Gaststätte.
1825 sowie 1829 kaufte das Bistum Speyer erst die Klostergebäude und dann die Kirche, um dort ein Priesterseminar bzw. ein Konvikt einzurichten. Die Kirche wurde unter Leitung des Architekten August von Voit als Seminarkirche umgestaltet. Sie erhielt damals zu Ehren König Ludwigs I. von Bayern das Patrozinium St. Ludwig. Angekauft hatte man das Gotteshaus 1829 aus der Stiftung des Dompropstes Johann Valentin Metz, dem man dort später einen Gedenkstein neben der Sakristeitür setzte.

### 20. Jahrhundert
1935 beauftragte man den Architekten Albert Boßlet mit der Ergänzung der Kirche um ein Joch. Damals fand auch der bedeutende spätgotische Boßweiler Altar (um 1485), aus dem Dom kommend, dort Aufstellung. Das Klostergebäude war 1839 bis 1995 Bischöfliches Konvikt. 1990 nach grundlegender Renovierung wurde das Bistumshaus St. Ludwig als Bildungs- und Tagungshaus der Diözese verwendet.

### Gegenwart
Wegen dringenden Sanierungsbedarfs wurde das Bistumshaus St. Ludwig 2010 geschlossen. Zunächst entwickelte Pläne, die Gebäude aufwendig umzubauen und das diözesane Priesterseminar, das sich von 1834 bis 1956 bereits bei St. Ludwig befand, sowie die Bistumszentrale des Caritasverbands dorthin zu verlegen, wurden aus finanziellen Gründen aufgegeben. Die Gebäude wurden verkauft, sollen jedoch im städtebaulichen Erscheinungsbild erhalten bleiben.

### Historische Ansichten

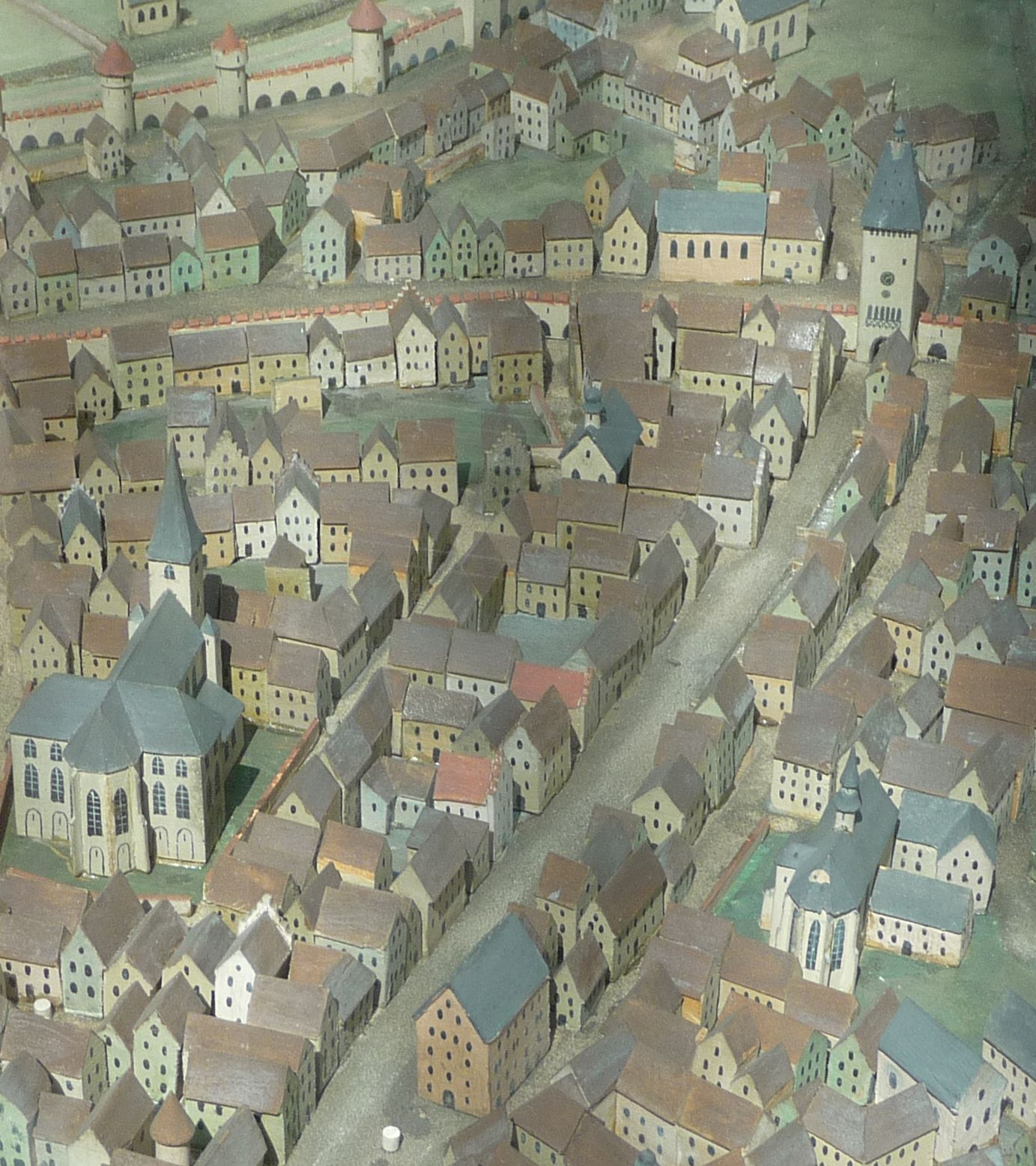
Modell der unzerstörten Kirche vor 1689 (rechts unten)
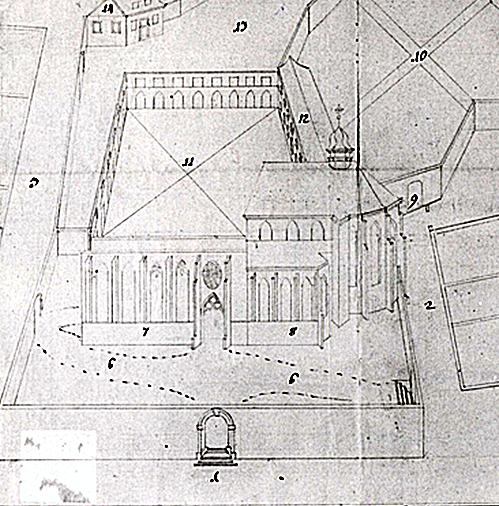
Ansicht um 1700 (Langhausmauer der Kirche noch erhalten)
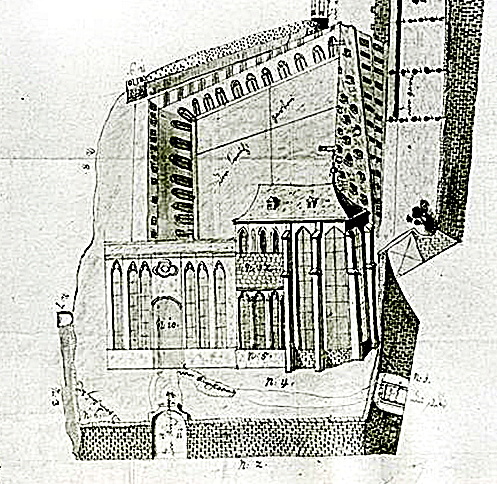
Die halb zerstörte Kirche, 1716
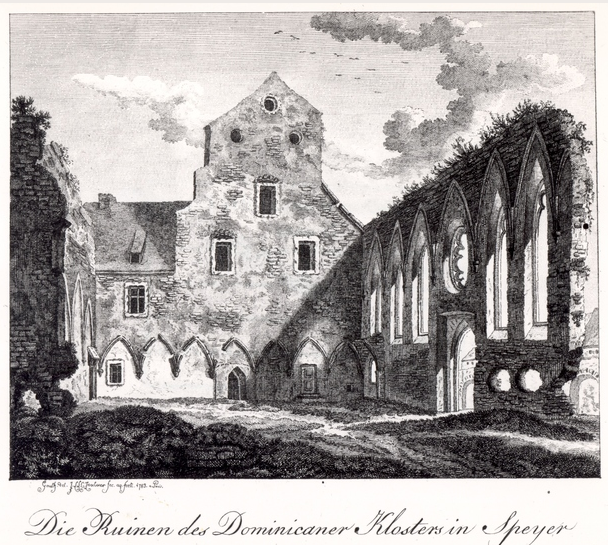
Blick aus dem ruinösen Langhaus auf den Chorrest, 1783
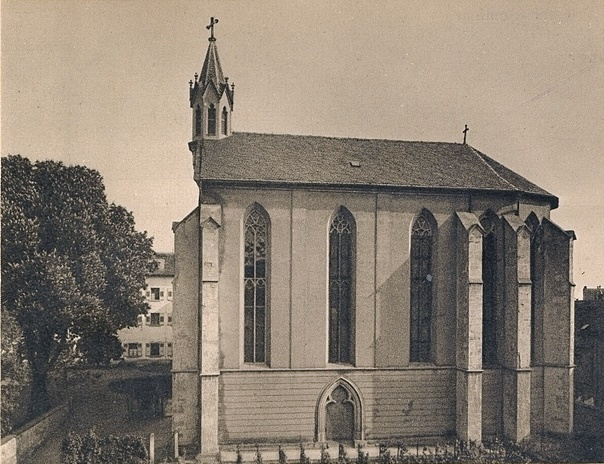
Foto, vor dem Umbau von 1935